# Polizeiruf 110: Fluch der guten Tat
Fluch der guten Tat ist ein deutscher Kriminalfilm von Hans-Günther Bücking aus dem Jahr 2001. Der Fernsehfilm erschien als 232. Folge der Filmreihe Polizeiruf 110.

## Handlung
Kriminalhauptkommissar Jürgen Tauber hat Gefallen an der reichen Marlene Oppenrieder, Leiterin des Projektes Integra, gefunden. Integra vermittelt Jugendlichen aus Problemvierteln eine Ausbildungsstelle. Ansässig ist der Verein im Münchner Stadtviertel Neuperlach. Während Tauber auf einer Wohltätigkeitsfeier in Marlenes edler Villa ist, auf der Lehrstellen für Integra-Jugendliche vermittelt werden, lauern in Neuperlach die Jugendlichen Vladi Ossadnek und Biljana Ducic dem Roma Arpad Nagy auf. Vladi macht Arpad dafür verantwortlich, sein Leben ruiniert zu haben. Er setzt ihm mit Biljana ein Butterfly-Messer an die Kehle, in das sich Arpad schließlich stürzt. Vladi und Biljana sind geschockt. Vladi taucht unter, während Biljana sich zu Marlene begibt und meint, Vladi sei in die Slowakei geflüchtet. Sie will aus dem Integra-Projekt aussteigen, wird von Marlene jedoch überredet, weiterzumachen. Auf der Feier lernt Biljana Marlenes Neffen Rainer kennen, der sich in sie verliebt.
Arpads Leiche wird gefunden. Während Tauber zunächst seine Kollegin Jo Obermaier allein mit dem Fall betrauen will, beginnt er mitzuermitteln, als Marlene ihn aufsucht und bittet, die Presse aus dem Fall herauszuhalten. Arpad war einer der Erfolge von Integra und konnte kurz vor seinem Tod in eine Arbeitsstelle vermittelt werden. Das Projekt selbst wiederum soll in Kürze im Rahmen einer Fernsehsendung vorgestellt werden, was hohe Spendeneinnahmen nach sich ziehen könnte. Schlechte Presse braucht Marlene daher nicht. Ihre freundliche Fassade fällt jedoch später, als trotzdem Details in die Presse gelangen, und ihr Flirt mit Tauber weicht einer kalten Abweisung.
Tauber und Obermaier finden heraus, dass Arpad in eine Eventagentur vermittelt werden sollte. Dabei ersetzte er Vladi, der zunächst für die Stelle vorgesehen war. Vladi hatte einige Zeit wegen versuchter Vergewaltigung im Gefängnis gesessen, sodass er kein Vorzeigejugendlicher des Projekts mehr war. Marlene selbst wandte sich von ihm ab; Vladi jedoch vermutete, dass Arpad seine Vergangenheit an die Jugendlichen des Projekts verraten hatte. Zwar hält Vladi sich versteckt, wird jedoch immer eifersüchtiger, weil er aus seinem Versteck mitbekommt, wie Rainer mit Biljana flirtet. Er schlägt sie schließlich eifersüchtig zusammen. Den folgenden Streit bekommen zwei Streifenpolizisten mit und verhaften Vladi, wobei sie ihn schwer misshandeln. Obermaier findet an der Stelle, an der Arpad getötet wurde, ein Piercingbesteck, das Biljana gehört. In Vladis Versteck wiederum liegt noch das Messer, mit dem Arpad sich erstochen hat. Vladi gesteht vor den Ermittlern, dass er Arpad nur Angst machen wollte. Er wird festgenommen. Obwohl Biljana von Rainer gedeckt wird, kommt auch ihre Beteiligung an Arpads Tod ans Licht. Während gerade die Aufzeichnung für die Fernsehshow läuft und Biljana vor der Kamera berichtet, wie Integra ihr geholfen hat, eine neue Zukunft aufzubauen, wird sie von Tauber und Obermaier verhaftet.

## Produktion
Fluch der guten Tat wurde im Sommer 2000 unter dem Arbeitstitel Charity in München und Umgebung gedreht. Die Kostüme des Films schuf Annette Reinecke-Popp, die Filmbauten stammen von Reinhard Twardy. Der Titelsong des Films ist Stranded von The Brandalls. Schriftsteller Axel Hacke hat einen Cameo-Auftritt als Autor, der auf der Wohltätigkeitsveranstaltung aus seinem Buch liest.
Der Film erlebte am 1. Juli 2001 auf dem Ersten seine Fernsehpremiere. Die Zuschauerbeteiligung lag bei 18,7 Prozent (= 5,31 Millionen Zuschauern). Es war die 232. Folge der Filmreihe Polizeiruf 110. Jürgen Tauber ermittelte in seinem 5. Fall und Jo Obermaier in ihren 2. Fall.

## Kritik
Der Spiegel befand, dass „das Bemühen um große Bilder […] oft die Kontraste zwischen der feinen Helferwelt und der Outlaw-Trostlosigkeit [verwischt]. Dafür gibt die Inszenierung viel Platz für die Gefühle der chancenlosen Jugendlichen.“ Für die Stuttgarter Zeitung war Fluch der guten Tat „mehr Gesellschaftsdrama als Kriminalfilm“ und für die Leipziger Volkszeitung „mehr eine Milieustudie als ein Krimi“. „Kein Krimi aus der Abteilung Dutzendware, der allerdings dem Betrachter starken Zuwendungswille abverlangte“, schrieb die Sächsische Zeitung.
Die Frankfurter Rundschau merkte an, dass im Film „die politische Korrektheit [nervt], die die Figuren reichlich penetrant vor sich hertragen müssen.“ Gelobt wurden Kameramann Hans-Günther Bücking, der seinen Bildern „nicht nur jede Farbe, sondern dazu noch jede Wärme ausgetrieben“ hat, sowie die schauspielerische Leistungen der Jungdarsteller, die beeindruckend sei. Fluch der guten Tat gehe „beinahe sachlich, völlig nüchtern zumal, mit der Problematik um…“, worin auch „die Stärke dieses Menschen-Krimis“ liege, befand Die Welt. Die Süddeutsche Zeitung kritisierte die „wohlgeratene[n] Hochglanzbilder“, die Regisseur und Kameramann Bücking im Film aneinanderreihe und die beispielsweise „fein hindrapierte… Herumhänger… im grauen Neuperlacher Plattenbau“ zeige. Der Film hätte mehr „alltägliche Genauigkeit“ benötigt, da so „nur auf optisch ansehnliche Weise behauptet [wird], dass man ein Fürsprecher deklassierter, zu kurz gekommener Jugendlicher sei.“
„Die Botschaft war klar, die Handlung verworren und die Personen unglaubwürdig: So ist das wohl, wenn Fernsehmacher vom heiligen Zorn auf das eigene Medium gepackt werden“, fasste der Kölner Stadt-Anzeiger zusammen. Die Berliner Zeitung konstatierte, dass der Film „viel Reißbrettartiges“ enthielt, während die Ostthüringer Zeitung ratlos zurückblieb: „Wie sie [die Ermittler] am Ende der Wahrheit auf die Spur kommen, bleibt das Geheimnis des Films ebenso wie die Antwort auf die Frage, was war die gute Tat und was ihr Fluch und was ist eigentlich passiert.“ „[D]ie Dramaturgie und der Spannungsbogen: Fehlanzeige. Der Zuschauer weiß von Anfang an, wer der Täter ist. Dieser Informationsvorsprung mündet nicht, wie wohl beabsichtigt, in größeres Interesse am Motiv, sondern in Langeweile“, befand die Stuttgarter Zeitung nach Ausstrahlung des Films.